# Mario Gentili (Radsportler, 1913)
Mario Gentili (* 31. Januar 1913 in Rom; † 19. Januar 1999 ebenda) war ein italienischer Radrennfahrer und nationaler Meister im Radsport.

## Sportliche Laufbahn
Gentili war im Straßenradsport, im Bahnradsport und im Querfeldeinrennen (heutige Bezeichnung Cyclocross) aktiv. 1936 startete er bei den Olympischen Sommerspielen in Berlin. In der Mannschaftsverfolgung errang Italien mit Severino Rigoni, Bianco Bianchi, Mario Gentili und Armando Latini die Silbermedaille hinter dem Bahnvierer aus Frankreich.
1937 und 1942 siegte er in der nationalen Meisterschaft im Querfeldeinrennen. Auf der Straße gewann er 1943 die Coppa Del Vasto. Er startete ab 1932 für den Verein AS Rom. Nach seiner aktiven Karriere blieb er im Radsport als Schrittmacher bei Steherrennen aktiv.